# Надин Брандл
Надин Брандл (Беч, 11. март 1990) је аустријска пливачица, која се такмичи у синхроном пливању појединачно и у пару. Тренер јој је Албена Младенова.

## Спортска каријера
Као петогодишњакиња почела је да тренира гимнастику. Када се након девет година проведених у Белгији и Немачкој вратила у Аустрију, почела је да са својом баком тренира синхроно пливање. Наредне године као петнаестогодишњакиња учествовала је на Европском јуниорском првенству, и у појединачној конкуренцији је била девета.
Међународни резултати
2005. ЕПЈ Лоано – 9. (пој.)
2006. ЕП Будимпешта – 11. (пар); ЕПЈ Бон – 8. (пој.); СПЈ Гуангџоу – 12. (пој.)
2007. СП Мелбурн – 20. (пар); ЕПМ Calella – 7. (пој.)
2008. ЛОИ Пекинг – 22. (пар); ЕП Ајндховен – 12. (пар); СПМ Санкт Петербург – 10. (пој.); ЕПМ Анже – 7. (појед.)
2009. СП Рим – 13. (пој.), 17. (пар)
2010. EП Будимпешта – 7. (пој.), 9. (пар)
2011. СП Шангај - 16. (пој. обавезно), 22. (пар обавезно), 20. (пар слободно), 16. (пој. слободно)
2012. ЕП Ајндховен - 6. (пој.), 8. (комбиновано); ЛОИ Лондон 19. (пар)
До 2009. у пару је пливала са Лизбет Ман, а касније са Ливијом Ланг.